# IGLL1
IGLL1 (полипептид, подобный иммуноглобулину лямбда, 1-го типа, ω-цепь иммуноглобулинов) — белок, который у человека кодируется геном IGLL1. IGLL1 структурно гомологичен константному домену λ-цепи иммуноглобулинов и является компонентом пре-B-клеточного рецептора. IGLL1 играет важную роль в развитии B-лимфоцитов. Дефекты гена IGLL1 являются причиной агаммаглобулинемии типа 2.

## Структура гена и белка
Человеческий ген IGLL1 был впервые клонирован в 1989 году из образца эмбриональной печени. В результате альтернативного сплайсинга могут формироваться две изоформы мРНК. Более длинная изоформа кодирует белок длиной 213 аминокислотных остатков.
N-концевая часть IGLL1 не имеет гомологии с иммуноглобулинами и богата эволюционно консервативными положительно заряженными аминокислотными остатками. Промежуточный сегмент J гомологичен одному из β-тяжей в составе вариабельного домена λ-цепи иммуноглобулина, предположительно этот сегмент отвечает за взаимодействие с VpreB, вторым компонентом суррогатной лёгкой цепи пре-В-клеточного рецептора. C-концевая часть IGLL1 гомологична участку константного домена λ-цепи иммуноглобулина, который связывается с первым константным доменом тяжёлой цепи. 